# Маленькая Италия

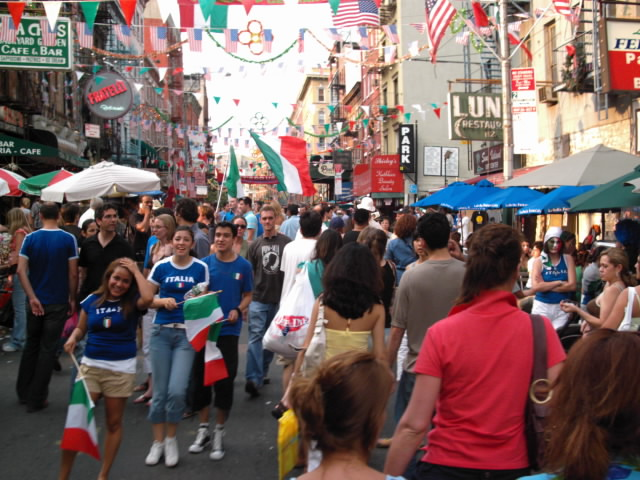
Итальянцы Нью-Йорка празднуют победу национальной команды в чемпионате мира по футболу (2006 год)

Маленькая Италия (итал. Piccola Italia, англ. Little Italy, Литтл Итали) — собирательное название городских кварталов и районов разных стран, преимущественно северных (Швеция, Германия) или же расположенных в Новом Свете (США, Канада, Бразилия), в которых компактно селились итальянские эмигранты XIX—XX веков. Такие «маленькие», и даже относительно «большие Италии» стали неотъемлемой частью городского пейзажа стран эмиграции. В США это был своего рода аналог китайского чайнатауна или латинамериканского баррьо.
Свою известность со временем итальянские кварталы получили как за знаменитые и довольно изысканные итальянские рестораны и модные бутики, так и за менее привлекательные стороны — грязь, бедность, высокую преступность, малообразованность основной массы населения, засилье мафии. В «маленьких Италиях» также возник популярный у современной европейской молодёжи стиль гидо (аналог советского жиголо, плейбоя, мачо, и др.).
Самыми знаменитыми «маленькими Италиями» стали италоязычные кварталы Нью-Йорка — Маленькая Италия на Манхэттене и Итальянский Гарлем в г. Нью-Йорк, США, в которых долгое время проживали италоамериканцы. Городское обновление конца XX века немного сгладило бывшие острые социальные противоречия «маленьких Италий», но не избавилось от них полностью.

## История
Если в Бразилии и Аргентине иммигрировавшие итальянцы гармонично влились в этно-языковую картину католической и романоязычной Латинской Америки, то в США и Канаде из-за большой культурно-языковой разницы между итальянцами и германскими народами-основателями, «маленькие Италии» стали фактически синонимом гетто или городской трущобы, в которой из поколения в поколение жили итальянцы.
Особенностью «маленьких Италий» по всему миру стало явное преобладание (до 96 % и более) в них выходцев из Южной Италии и о. Сицилия со всеми вытекающими отсюда социальными проблемами и последствиями, которые переносились в страны эмиграции. Плохая инфраструктура, низкий уровень образования, бедность, семейственность, засилье итальянской мафии, постоянные стычки с соседними кварталами, в которых проживали ирландцы и др. народы, делали жизнь в такой «маленькой Италии» постоянной борьбой за существование. Знаменитая Банда братьев Дженна была организована незадолго до принятия «Сухого закона», и, занимаясь грабежами и вымогательствами, к началу 1920-х годов братья взяли под контроль один из районов Чикаго — «Маленькую Италию» (ныне 77-й район города).
Положение «маленьких Италий» ухудшалось общей склонностью американской системы ценностей к поддержанию жёсткой, почти безжалостной сегрегации различных групп населения, в которой каждому народу отводилась строго определённая ниша, выйти за пределы которой было очень тяжело, по крайней мере до середины XX века. Так браки между чёрными и белыми, католиками и протестантами, итальянцами и англичанами в США долгое время считались дурным тоном. Поэтому значительная часть итальянцев (до 1/3) рано или поздно вернулась в Италию, остальные, включая их потомков, со временем переселились в новые пригороды и небольшие города-спутники в ходе процесса субурбанизации после появления в городах новых иммигрантских групп (азиаты, афрокарибцы, латиноамериканцы).